# Sarascelis
Sarascelis là một chi nhện trong họ Palpimanidae.